# Saint-Georges-du-Rosay
Saint-Georges-du-Rosay – miejscowość i gmina we Francji, w regionie Kraj Loary, w departamencie Sarthe.
Według danych na rok 1990 gminę zamieszkiwały 372 osoby, a gęstość zaludnienia wynosiła 21 osób/km² (wśród 1504 gmin Kraju Loary, Saint-Georges-du-Rosay plasuje się na 929. miejscu pod względem liczby ludności, natomiast pod względem powierzchni na miejscu 657.).